# 西南旱蕨
西南旱蕨（学名：Cheilanthes smithii）为凤尾蕨科碎米蕨属下的一个种。生干旱河谷，灌丛下石缝，海拔1710-2540米。模式标本采自四川西部。